# Filetto di gatto
Filetto di Gatto (Filet Meow) è un film del 1966 diretto da Abe Levitow. È il ventunesimo dei 34 cortometraggi animati della serie Tom & Jerry prodotti da Chuck Jones con il suo studio Sib-Tower 12 Productions. Venne distribuito il 30 giugno del 1966 dalla Metro-Goldwyn-Mayer. Questo cortometraggio è un remake di Jerry e il pesce.

## Trama
Tom, affamato, vede un pesce rosso e decide di acchiapparlo per mangiarselo. Il pesce chiede aiuto a Jerry, che, per difenderlo, punge Tom con uno spillo. Il gatto rimane bloccato dentro a un bidone della spazzatura e decide di catturare Jerry stando dentro al contenitore, ma il topo lo fa scivolare su del grasso per poi farlo sbattere contro la porta di ingresso, facendolo incastrare nel coperchio del bidone. Ancora dentro al coperchio, Tom esce di casa e, cadendo dagli scalini di ingresso, finisce in un bidone, che viene vuotato dall'addetto dei rifiuti. Tornato all'abitazione, Tom pratica sul fondo della boccia del pesce un foro, al quale attacca un tubo, che termina al seminterrato; all'estremità del tubo il gatto pompa con la bocca, intenzionato a catturare il pesce. Contro le sue aspettative, Jerry salva il pesce, mettendolo in un contenitore pieno di acqua, dopodiché collega il tubo alla vasca da bagno piena di acqua, dentro la quale fa mettere uno squalo. Tom, nel seminterrato ormai allagato, finisce per pompare anche lo squalo, che inizia a inseguirlo. Mentre Tom fugge, Jerry vede lo squalo nella boccia e, terrorizzato, scappa pure lui.